# Park linowy

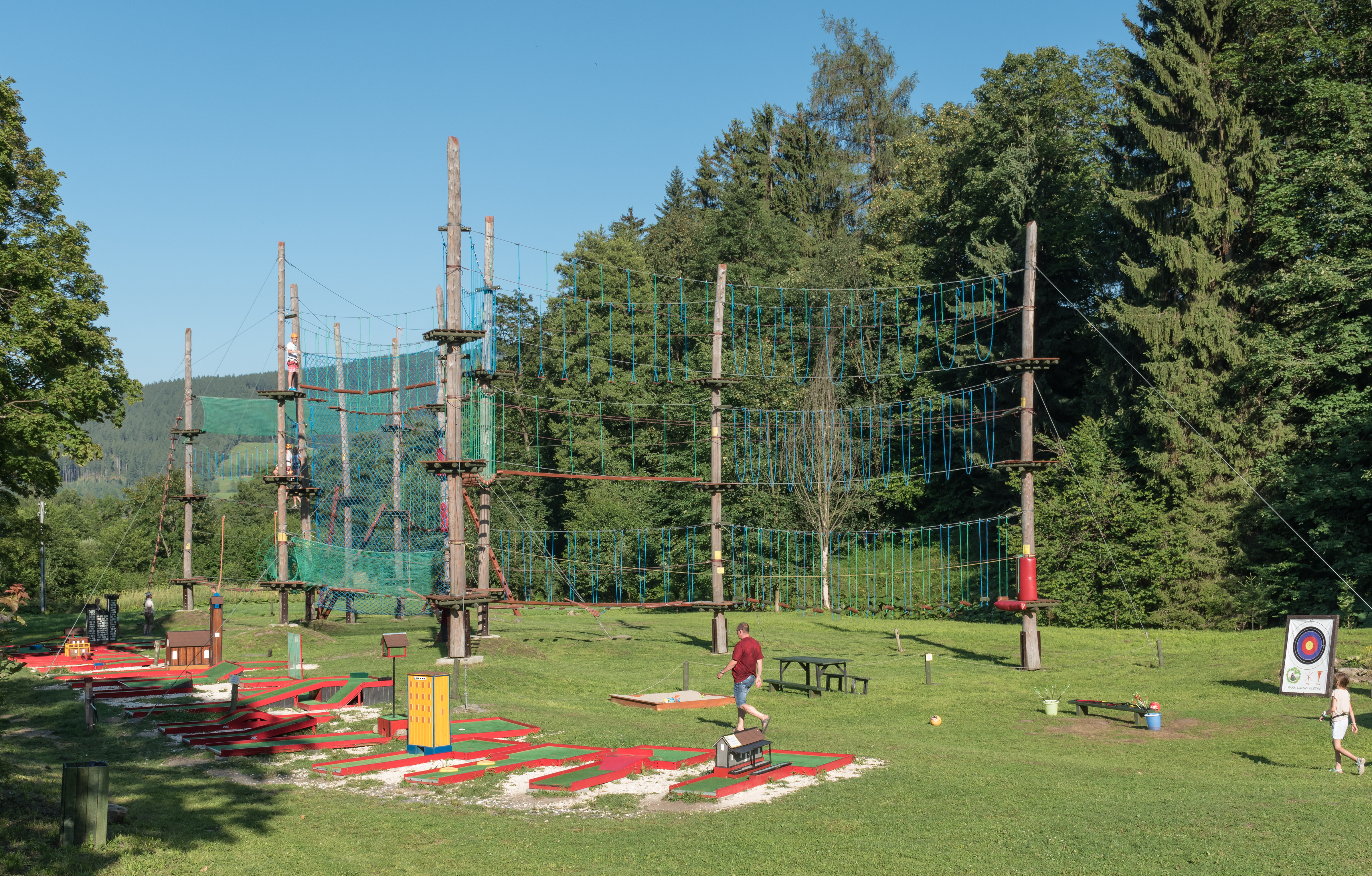
Park linowy w Kletnie

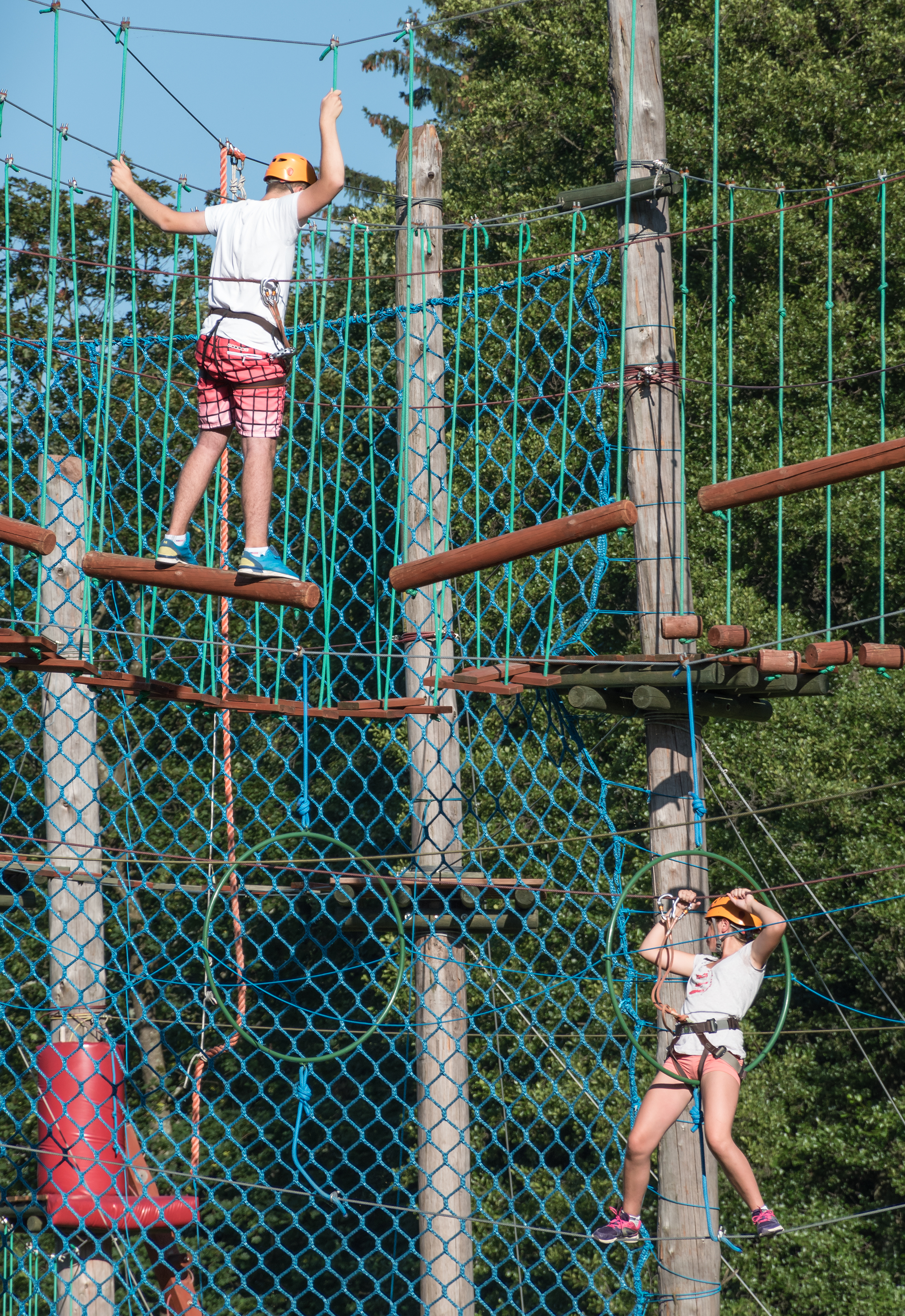
Park linowy w Kletnie

Park linowy – szczególna odmiana publicznie dostępnej instalacji sportowo-rekreacyjnej, składająca się z rozpiętych na różnych wysokościach (nawet do kilkunastu metrów nad ziemią, często w lesie pomiędzy drzewami, ale także pomiędzy specjalnie ustawionymi słupami) lin, drabinek, mostków, platform itp.
Pomiędzy poszczególnymi elementami parku urządzane są trasy przejść o różnym stopniu trudności, pozwalającym na dobranie ich stosownie do kondycji i umiejętności osób korzystających z tej formy rekreacji.